# Ливада, Светозар
Светозар Ливада (1928, Gornje Primišlje — 27 января 2022, Загреб) — хорватско-сербский философ, социолог, историк, политик и демограф.

## Биография
Он также инвалид войны и удостоен Партизанского памятного знака 1941 года. После Второй мировой войны он был членом Комиссии по военным преступлениям.
В 1953 году окончил гимназию и философский факультет (группа философии и истории) в Загребе. Он получил докторскую степень в 1975 году по предмету сельской социологии на философском факультете в Загребе, где преподавал социальную демографию с 1967 по 1972 год.
Он является одним из основателей и преподавателей аспирантуры по геронтологии на медицинском факультете в Загребе. Был одним из редакторов журнала «Социология села» и научным сотрудником, а недолгое время и исполняющим обязанности директора Аграрного института в Загребе.
С 1963 по 1972 год он был членом Консультативной группы по сельской социологии Продовольственной и сельскохозяйственной организации ООН. Во время войны в Хорватии он был советником-экспертом по гуманитарной помощи в Командовании Организации Объединённых Наций в тогдашнем Северном секторе, поэтому во время ещё двух последующих визитов он получил представление о ситуации в районах, которые находились в Республике Сербской Краине.
Он является одним из основателей и реставраторов сербских учреждений в Республике Хорватии и принадлежит к числу самых разносторонних экспертов, аналитиков и беспристрастных критиков гражданской стороны войны. Был президентом Общины сербов в Республике Хорватии.
Ливада также опубликовал сотни научных и профессиональных работ в области сельской социологии и других публицистических работ. Он был человеком неиссякаемой энергии, несмотря на то, что перенёс 40 операций на костях, одну на сердце и непрерывно находился в больнице в течение семи лет.
На парламентских выборах 2000 года по 12-му округу набрал 5,6% голосов. В том же округе на шестых парламентских выборах в 2007 году набрал 4% голосов. Является одним из основателей коалиции «Сербская гармония».
Ушёл из жизни 27 января 2022 года в Загребе.